# Гетеборг (комуна)
Комуна Гетеборг (швед. Göteborgs kommun) — адміністративно-територіальна одиниця місцевого самоврядування, що розташована в лені Вестра-Йоталанд у південно-західній Швеції.
Гетеборг 192-а за величиною території комуна Швеції. Адміністративний центр комуни — місто Гетеборг.

## Населення
Населення становить 526 089 чоловік (станом на вересень 2012 року). 
| Кількість населення комуни Гетеборг за 1810-2010 роки | Кількість населення комуни Гетеборг за 1810-2010 роки | Кількість населення комуни Гетеборг за 1810-2010 роки | Кількість населення комуни Гетеборг за 1810-2010 роки | Кількість населення комуни Гетеборг за 1810-2010 роки |
| ----------------------------------------------------- | ----------------------------------------------------- | ----------------------------------------------------- | ----------------------------------------------------- | ----------------------------------------------------- |
| Рік                                                   |                                                       |                                                       | Населення                                             |                                                       |
| 1810                                                  | 1810                                                  |                                                       | 31 882                                                | 31 882                                                |
| 1850                                                  | 1850                                                  |                                                       | 50 040                                                | 50 040                                                |
| 1900                                                  | 1900                                                  |                                                       | 167 871                                               | 167 871                                               |
| 1950                                                  | 1950                                                  |                                                       | 370 832                                               | 370 832                                               |
| 1970                                                  | 1970                                                  |                                                       | 465 527                                               | 465 527                                               |
| 1980                                                  | 1980                                                  |                                                       | 431 273                                               | 431 273                                               |
| 1990                                                  | 1990                                                  |                                                       | 433 042                                               | 433 042                                               |
| 2000                                                  | 2000                                                  |                                                       | 466 990                                               | 466 990                                               |
| 2010                                                  | 2010                                                  |                                                       | 513 751                                               | 513 751                                               |
| Джерело: SCB                                          |                                                       |                                                       |                                                       |                                                       |

## Населені пункти
Комуні підпорядковано 21 міське поселення (tätort) та низка сільських, більші з яких:
- Гетеборг (Göteborg)
- Турсланда (Torslanda)
- Ювік (Hjuvik)
- Нульвік (Nolvik)
- Улуфсторп (Olofstorp)
- Бренне (Brännö)
- Севе (Säve)
- Стирсе (Styrsö)

## Міста побратими
Комуна підтримує побратимські контакти з такими муніципалітетами:
- Комуна Берген, Норвегія
- Турку, Фінляндія
- Орхус, Данія
- Таллінн, Естонія
- Краків, Польща
- Росток, Німеччина
- Ліон, Франція
- Шанхай, Китайська Народна Республіка

## Галерея

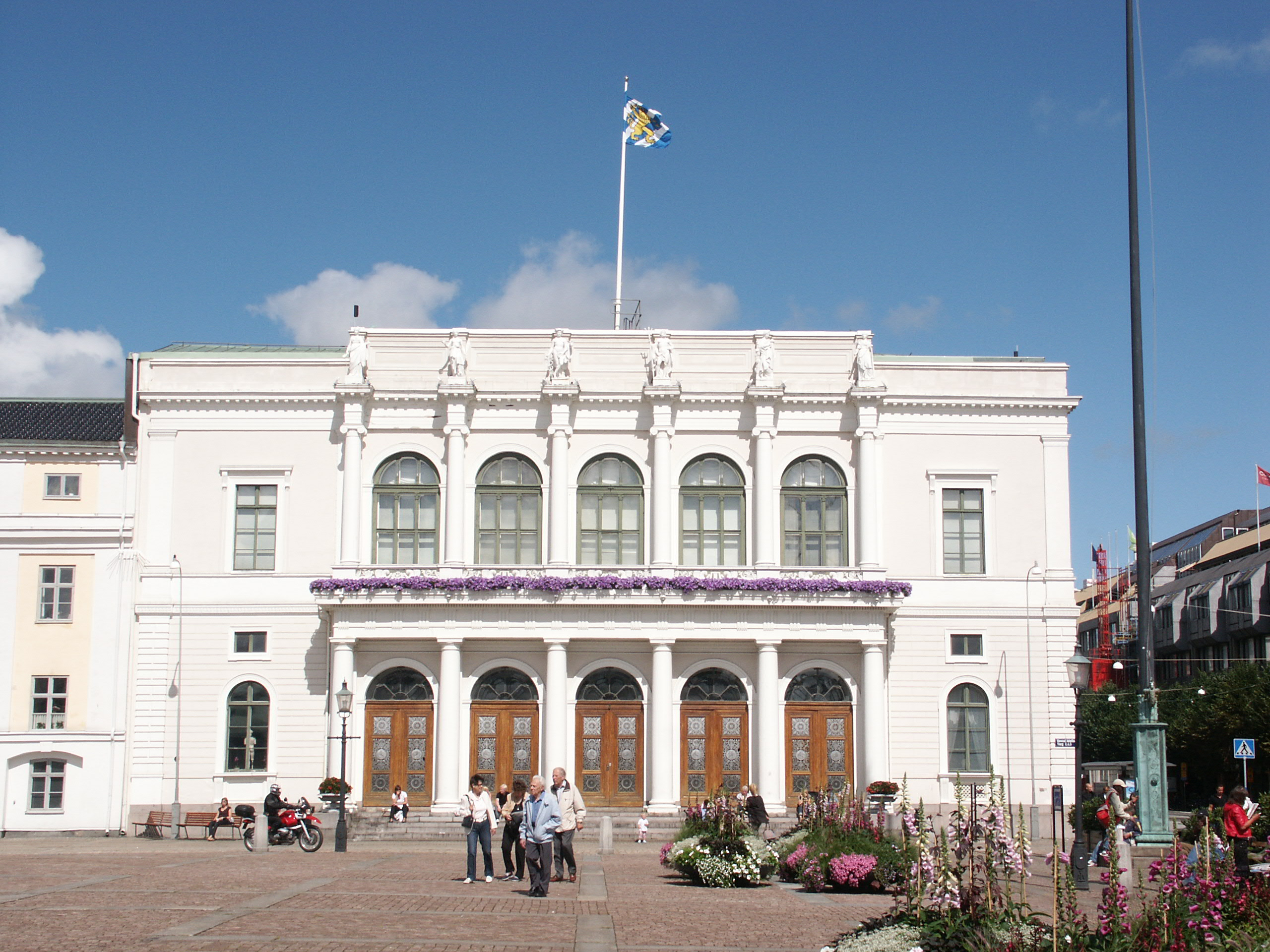
Ратуша (Гетеборг)
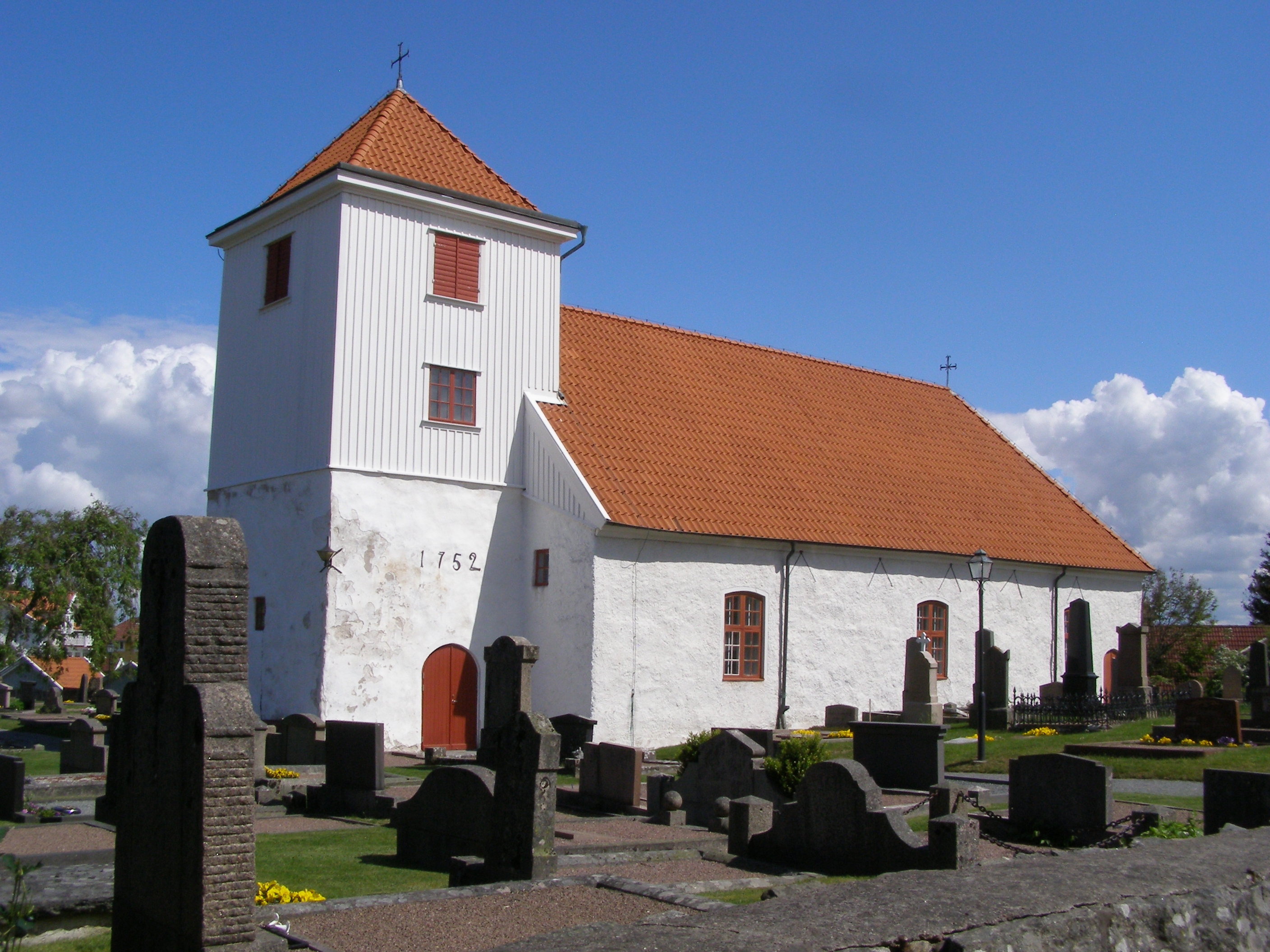
Церква (Стирсе)
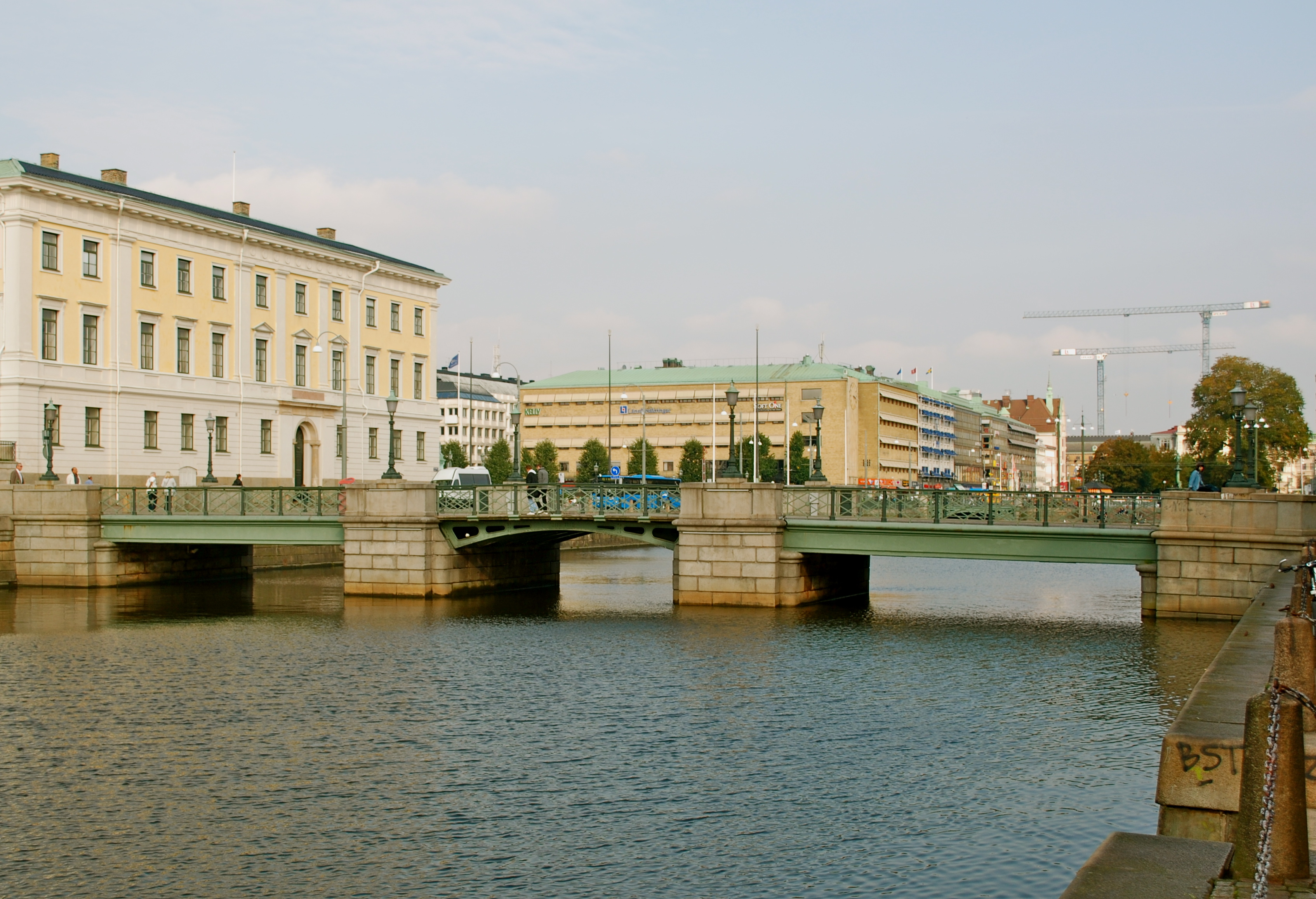
Міст Тиска-брун у Гетеборзі
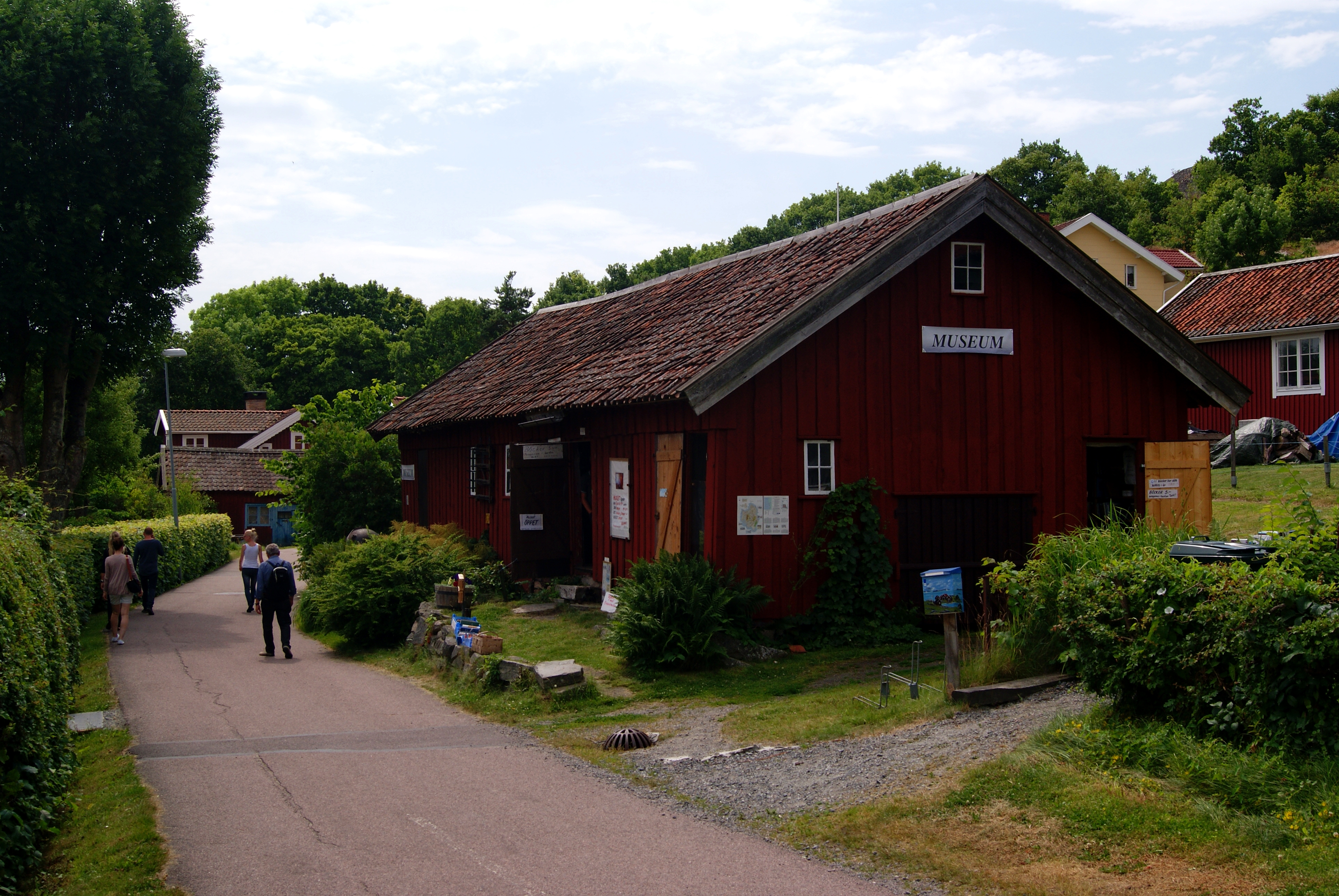
Музей у Бренне